# Giovanni Battista Verger
Giovanni Battista Verger (Roma, 1796 – post 1844) è stato un tenore italiano.

## Biografia
Nato a Roma nel 1796, Verger studiò canto nella sua città natale prima di fare il suo debutto alla Royal Opera House di La Valletta nel 1817. Tornò in Italia nel 1819 per cantare al Teatro San Samuele di Venezia nella parte di Carlo alla prima di "Il falegname di Livonia, ossia Pietro il grande, Kzar delle Russie" di Gaetano Donizetti. Ebbe un enorme successo nel decennio tra il 1820 e il 1830 in ruoli sia del repertorio lirico e drammatico sia in quello dell'opera buffa. Verger divenne noto come uno dei più grandi interpreti del suo tempo di Rossini. Sposò Amalia Brambilla, figlia del compositore Paolo Brambilla .

## Ruoli creati
- Carlo Scavronski ne Il falegname di Livonia di Donizetti (26 Dicembre 1819, Venezia)
- Enrico in Isabella ed Enrico di Pacini (12 Giugno 1824, Milano)
- Ruggiero ne Il sonnambulo di Carafa (13 Novembre 1824, Milano)
- Capellio in Giulietta e Romeo di Nicola Vaccaj (31 ottobre 1825, Milano)
- Monsieur Le Bross in Olivo e Pasquale di Donizetti (7 Gennaio 1827, Roma)
- Seide in Alina, regina di Golconda di Donizetti (12 Maggio 1828, Genova)
- Enrico II in Rosmonda d'Inghilterra di Coccia (28 Febbraio 1829, Venezia)
- Odone ne I normanni a Parigi di Mercadante (7 Febbraio 1832, Torino)